# Лысково (городской округ Мытищи)
Лысково — деревня в городском округе Мытищи Московской области России. Население — 130 человек (2010).

## География
Расположена на севере Московской области, в северо-западной части Мытищинского района, примерно в 23 км к северо-западу от центра города Мытищи и 20 км от Московской кольцевой автодороги, на берегу впадающей в Клязьму реки Учи, ниже устья реки Саморядовки. В 1 км к западу — Дмитровское шоссе А104.
В деревне 8 улиц — Восточная, Малая, Овражная, Славянская, Солнечная, Учинская, Центральная и Сенной переулок. Ближайшие населённые пункты — деревня Сухарево, село Марфино, посёлки Борец и совхоза «Марфино».

## Население
| 1852 | 1859 | 1890 | 1899 | 1926 | 2002 | 2010 |
| ---- | ---- | ---- | ---- | ---- | ---- | ---- |
| 202  | ↗232 | ↘160 | ↗181 | ↘162 | ↘48  | ↗130 |

## История
В середине XIX века деревня относилась ко 2-му стану Московского уезда Московской губернии и принадлежала тайному советнику Виктору Никитичу Панину, в деревне было 30 дворов, крестьян 98 душ мужского пола и 104 души женского.
В «Списке населённых мест» 1862 года — владельческая деревня Московского уезда по левую сторону Ярославского шоссе (из Москвы), в 31 версте от губернского города и 21 версте от становой квартиры, при реке Уче, с 32 дворами и 232 жителями (88 мужчин, 144 женщины).
По данным на 1899 год — деревня Марфинской волости Московского уезда с 181 жителем.
В 1913 году — 27 дворов.
По материалам Всесоюзной переписи населения 1926 года — деревня Ларёвского сельсовета Трудовой волости Московского уезда в 1,5 км от Марфинского шоссе и 3,5 км от станции Катуар Савёловской железной дороги, проживало 162 жителя (71 мужчина, 91 женщина), насчитывалось 39 хозяйств, из которых 36 крестьянских.
С 1929 года — населённый пункт в составе Коммунистического района Московского округа Московской области. Постановлением ЦИК и СНК от 23 июля 1930 года округа как административно-территориальные единицы были ликвидированы.
1929—1935 гг. — деревня Марфинского сельсовета Коммунистического района.
1935—1939 гг. — деревня Марфинского сельсовета Дмитровского района.
1939—1954 гг. — деревня Марфинского сельсовета Краснополянского района.
1954—1959 гг. — деревня Сухаревского сельсовета Краснополянского района.
1959—1960 гг. — деревня Сухаревского сельсовета Химкинского района.
1960—1963, 1965—1994 гг. — деревня Сухаревского сельсовета Мытищинского района.
1963—1965 гг. — деревня Сухаревского сельсовета Мытищинского укрупнённого сельского района.
1994—2006 гг. — деревня Сухаревского сельского округа Мытищинского района.
2006—2015 гг. — деревня сельского поселения Федоскинское Мытищинского района.